# Fermín Isaza

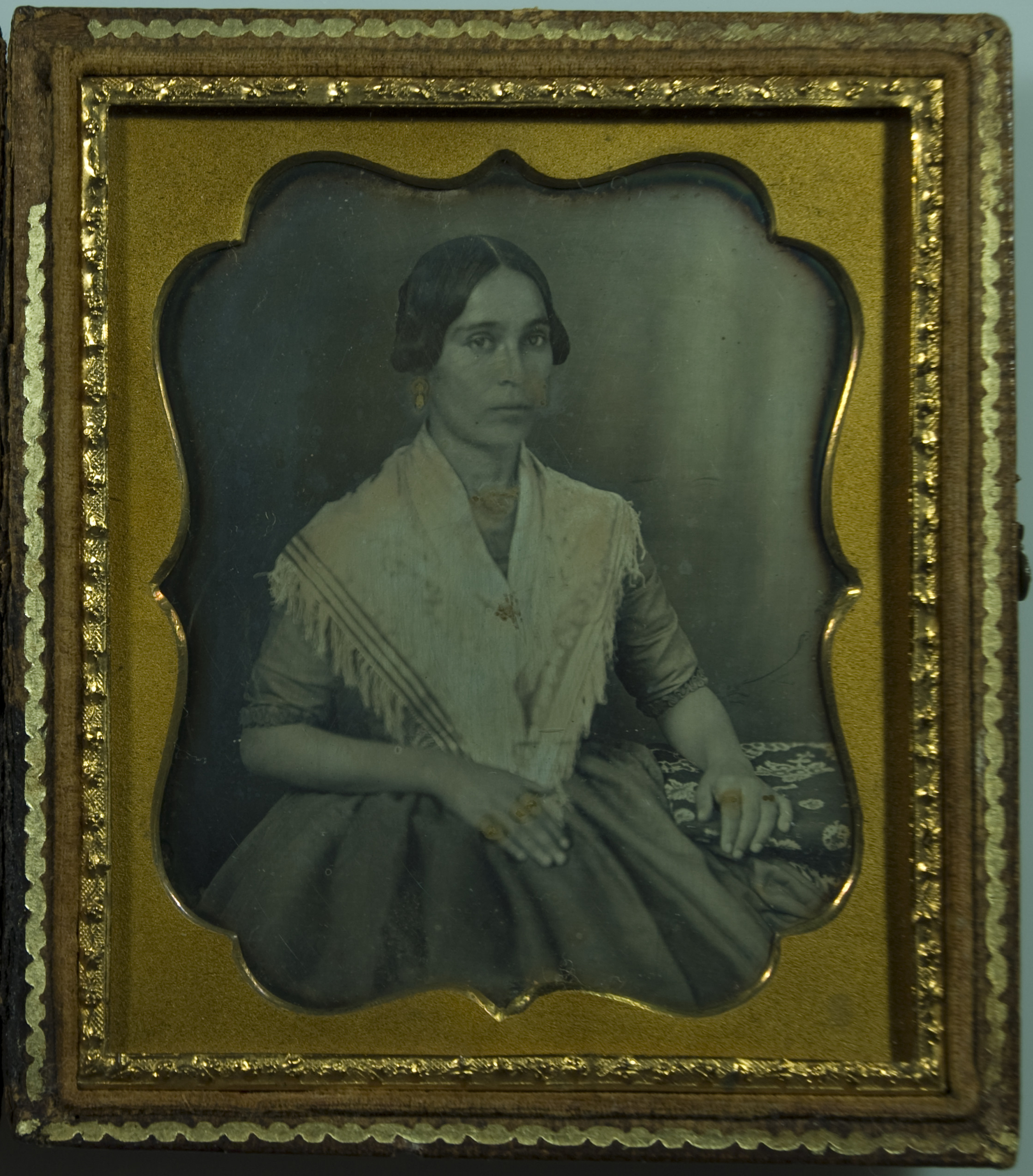
Retrato al daguerrotipo de Lucrecia Guerrero Uribe, 1848. Autor: Fermín Isaza.

Fermín Isaza  (Envigado, 1809-Bogotá, 1887) fue un pintor y fotógrafo colombiano. Fue el primer colombiano que abrió un estudio fotográfico en Medellín en septiembre de 1848.

## Biografía
Realizó estudios de pintura y trabajaba realizando pinturas y miniaturas con bastante éxito que compatibilizaba con su afición a la música. De su matrimonio con Rudesinda Pizarro tuvo cuatro hijos. En Bogotá conoció a Luis García Hevia en la Academia de Dibujo y Pintura que fundó en 1846 y se supone que aprendió de Evia la técnica del daguerrotipo.
En septiembre de 1848 abrió un estudio fotográfico en Medellín para realizar daguerrotipos, según aparece anunciado en el periódico El Antioqueño Constitucional, lo le proporcionó recursos para vivir de un modo desahogado, aunque posteriormente regresó a Bogotá donde ejerció como pintor hasta su muerte.
Se conservan pocos trabajos suyos pero entre ellos pueden destacarse: un retrato al óleo del obispo Domingo Riaño de 1864, otro de Juan Crisóstomo Uribe de 1866, una miniatura de Eulogio Ochoa de 1845 y los daguerrotipos de Estebán Isaza Robledo y Lucrecia Guerrero Uribe.

## De negativo a positivo
El daguerrotipo es a la vez negativo y positivo, dependiendo del ángulo de observación y la incidencia de la luz que recibe. El siguiente video es una muestra de este efecto, al írsele modificando el ángulo de la fuente de luz.  
- Video de daguerrotipo cambiando de negativo a positivo o viceversa según del ángulo de incidencia de la luz. Daguerrotipo "Lucrecia Guerrero Uribe" (1884).